# Corylopsis glaucescens
Corylopsis glaucescens là một loài thực vật có hoa trong họ Hamamelidaceae. Loài này được Hand.-Mazz. miêu tả khoa học đầu tiên năm 1925.